# Peter Mees
Peter Mees (* 11. Januar 1951 in Essen) ist ein deutscher Arzt, ehemaliger Sanitätsoffizier (Oberstarzt a. D.) und Medizinjournalist. Er war in letzter Verwendung von 1. November 2009 bis 30. März 2013 der Generalarzt der Streitkräftebasis der Bundeswehr und noch immer als Chefredakteur der Wehrmedizinischen Monatsschrift tätig.

## Militärische Laufbahn
Nach dem Abitur trat Mees 1969 als Offizieranwärter  in die Bundeswehr ein. Während seiner Grundausbildung in Fürstenfeldbruck wechselte er von der Laufbahn der Offizieranwärter für den technischen Dienst der Luftwaffe in die Laufbahn der Sanitätsoffizieranwärter. Von 1970 bis 1975 absolvierte er als Sanitätsoffizieranwärter (SanOA) ein Studium der Humanmedizin an der Philipps-Universität Marburg und promovierte zum Doktor der Medizin. Ab April 1977 war Mees in seiner Erstverwendung Truppenarzt und Leiter der Luftwaffensanitätsstaffel des Luftwaffenversorgungsregiments 5 in Essen. 1979 folgte eine Verwendung als Leiter einer Teileinheit  in der Luftwaffensanitätsstaffel Köln-Wahn, bevor er von 1981 bis 1983 in der Position des Fliegerarztes der Flugbereitschaft des Bundesministeriums der Verteidigung arbeitete. 1983 wurde er als Oberfeldarzt Leiter der Luftwaffensanitätsstaffel Köln-Wahn. 1989 folgte die Beförderung zum Oberstarzt.
1994 wurde Mees leitender Sanitätsoffizier des Luftwaffenunterstützungskommandos und war unter anderem mit der Neuordnung der Apotheken der Luftwaffe mit der Einführung der modularen Sanitätseinrichtungen betraut. 2001 war er als Abteilungsleiter beim Generalarzt der Luftwaffe und wurde 2006 dessen Stellvertreter. Am 1. November 2009 wurde ihm das Amt des Generalarztes der Streitkräftebasis übertragen. 
Am 30. März 2013 ging er in den Ruhestand.
Von 2005 bis 2014 war Mees der deutsche Sprecher im NATO Panel "Human Factors and Medicine" (HFM) der NATO Science and Technology Organization (RTO).
Seit 2014 ist Mees Chefredakteur der Wehrmedizinischen Monatsschrift. 